# Campeonato Argentino 1923
El Campeonato Argentino 1923  constituyó la cuarta edición de dicha competición oficial organizada por la Asociación Amateur de Football.
Contó con la participación de 15 equipos, todos seleccionados representantes de ligas y/o provincias del país. Se disputó entre el 23 de septiembre y el 4 de octubre. Por primera vez, las primeras instancias se disputaron en distintas provincias del país, mientras que las últimas fueron en el Gran Buenos Aires.
Consagró campeón por cuarta vez a la Asociación Amateurs de Football, al imponerse en la final por 3 a 2 ante la Liga Mendocina de Football.

## Sistema de disputa
El torneo se desarrolló bajo un formato de eliminación directa, donde cada equipo enfrentaba a su rival de turno a partido único. A partir de esta edición, los participantes disputaron una fase previa divididos en 5 zonas regionales que se disputaron dentro de las respectivas regiones, los ganadores pasaron a la Fase final disputada en Buenos Aires.
Zona 1
Fue disputada por la asociación anfitriona, que accedió directamente a la Segunda Etapa, y 2 equipos de Buenos Aires. La Liga Marplatense estaba incluido en esta zona pero no participó.
Zona 2
Fue disputada por 3 equipos del Litoral. La Liga Santafesina accedió directamente a la Segunda Etapa.
Zona 3
Fue disputada por 4 equipos del Centro.
Zona 4
Fue disputada por 3 equipos del Norte. La Liga Cultural accedió directamente a la Segunda Etapa.
Zona 5
Fue disputada por 2 equipos del Cuyo.

## Equipos participantes
En cursiva los equipos debutantes.
| Liga                               | Lugar                               |
| ---------------------------------- | ----------------------------------- |
| Asociación Amateurs de Football    | Buenos Aires                        |
| Federación Cordobesa de Football   | Córdoba                             |
| Federación de Football             | Villa Mercedes                      |
| Federación Regional de Football    | San Francisco                       |
| Federación Santafesina de Football | Santa Fe                            |
| Federación Tucumana de Football    | Tucumán                             |
| Liga Catamarqueña de Football      | San Fernando del Valle de Catamarca |
| Liga Chaqueña de Football          | Territorio nacional del Chaco       |
| Liga Correntina de Football        | Corrientes                          |
| Liga Cultural de Football          | Santiago del Estero                 |
| Liga del Oeste de Football         | Junín                               |
| Liga del Norte de Football         | Pergamino                           |
| Liga Mendocina de Football         | Mendoza                             |
| Liga Riojana de Football           | La Rioja                            |
| Liga Salteña de Football           | Salta                               |

### Renuncias
| Liga                         | Lugar         |
| ---------------------------- | ------------- |
| Liga Marplatense de Football | Mar del Plata |

## Fase inicial

### Zona 1

#### Primera etapa
| 23 de septiembre | Liga del Norte | 0:1 | Liga del Oeste |  |  |

#### Segunda etapa
| 12 de octubre | Asoc. Amateurs                       | 6:0 | Liga del Oeste | Estadio de River Plate, Buenos Aires |  |
|               | Carreras · Uriate · Seoane · Ronzoni |     |                |                                      |  |

### Zona 2

#### Primera etapa
| 30 de septiembre | Liga Correntina | 0:2 | Liga Chaqueña |  |  |

#### Segunda etapa
| 12 de octubre | Liga Santafesina | 4:0 | Liga Chaqueña |  |  |

### Zona 3

#### Primera etapa
| 23 de septiembre | Liga Cordobesa | 2:0 | Fed. Regional |  |  |

| 23 de septiembre | Liga Riojana | 1:0 | Liga Catamarqueña |  |  |

#### Segunda etapa
| 12 de octubre | Liga Cordobesa | 5:1 | Liga Riojana |  |  |

### Zona 4

#### Primera etapa
| 23 de septiembre | Liga Salteña | 1:2 | Fed. Tucumana |  |  |

#### Segunda etapa
| 12 de octubre | Fed. Tucumana | 8:3 | Liga Cultural |  |  |

### Zona 5
| 23 de septiembre | Liga Mendocina | 6:2 | Fed. de Football |  |  |

## Fase final

### Cuadro de desarrollo
|  | Cuartos de final | Cuartos de final | Cuartos de final |                |   | Semifinales | Semifinales | Semifinales |  |                | Final          | Final | Final |  |
|  |                  |                  |                  |                |   |             |             |             |  |                |                |       |       |  |
|  |                  |                  |                  |                |   |             |             |             |  |                |                |       |       |  |
|  |                  |                  |                  |                |   |             |             |             |  |                |                |       |       |  |
|  |                  |                  |                  |                |   |             |             |             |  |                |                |       |       |  |
|  |                  |                  |                  |                |   |             |             |             |  |                |                |       |       |  |
|  |                  | 1                | Asoc. Amateurs   | 1              |   |             |             |             |  |                |                |       |       |  |
|  |                  |                  |                  | 1              |   |             |             |             |  |                |                |       |       |  |
|  |                  |                  |                  | Fed. Tucumana  | 0 |             |             |             |  |                |                |       |       |  |
|  | 4                | Fed. Tucumana    | 3                | Fed. Tucumana  | 0 |             |             |             |  |                |                |       |       |  |
|  | 4                | Fed. Tucumana    | 3                |                |   |             |             |             |  |                |                |       |       |  |
|  | 2                | Liga Santafesina | 2                |                |   |             |             |             |  |                |                |       |       |  |
|  | 2                | Liga Santafesina | 2                |                |   |             |             |             |  | Asoc. Amateurs | Asoc. Amateurs | 3     |       |  |
|  |                  |                  |                  |                |   |             |             |             |  | Asoc. Amateurs | Asoc. Amateurs | 3     |       |  |
|  |                  |                  | Liga Mendocina   | Liga Mendocina | 2 |             |             |             |  |                |                |       |       |  |
|  |                  |                  | Liga Mendocina   | Liga Mendocina | 2 |             |             |             |  |                |                |       |       |  |
|  |                  |                  |                  |                |   |             |             |             |  |                |                |       |       |  |
|  |                  |                  |                  |                |   |             |             |             |  |                |                |       |       |  |
|  |                  | 5                | Liga Mendocina   | 3              |   |             |             |             |  |                |                |       |       |  |
|  |                  |                  |                  | 3              |   |             |             |             |  |                |                |       |       |  |
|  |                  |                  | 3                | Fed. Cordobesa | 2 |             |             |             |  |                |                |       |       |  |
|  |                  |                  | 3                | Fed. Cordobesa | 2 |             |             |             |  |                |                |       |       |  |
|  |                  |                  |                  |                |   |             |             |             |  |                |                |       |       |  |
|  |                  |                  |                  |                |   |             |             |             |  |                |                |       |       |  |
|  |                  |                  |                  |                |   |             |             |             |  |                |                |       |       |  |
|  |                  |                  |                  |                |   |             |             |             |  |                |                |       |       |  |

## Estadísticas
| Pos. | Equipo           | Pts. | J | G | E | P | GF | GC | DG |
| ---- | ---------------- | ---- | - | - | - | - | -- | -- | -- |
| 1.°  | Asoc. Amateurs   | 6    | 3 | 3 | 0 | 0 | 10 | 2  | 8  |
| 2.°  | Liga Mendocina   | 4    | 3 | 2 | 0 | 1 | 11 | 7  | 4  |
| 3.°  | Fed. Tucumana    | 6    | 4 | 3 | 0 | 1 | 13 | 7  | 9  |
| 4.°  | Liga Cordobesa   | 4    | 3 | 2 | 0 | 1 | 9  | 4  | 5  |
| 5.°  | Liga Santafesina | 2    | 2 | 1 | 0 | 1 | 6  | 3  | 3  |